# Port lotniczy Corumbá
Port lotniczy Corumbá (IATA: CMG, ICAO: SBCR) – port lotniczy położony w Corumbá, w stanie Mato Grosso do Sul, w Brazylii.